# Тютниха
Тютниха — упразднённая деревня в Шарьинском районе Костромской области России. Входила в состав Конёвского сельского поселения. Исключена из учётных данных в 2025 году.

## История
Согласно Спискам населенных мест Российской империи в 1872 году деревня относилась к 2 стану Ветлужского уезда Костромской губернии. В ней числилось 18 дворов, проживало 59 мужчин и 60 женщин.
Согласно переписи населения 1897 года в деревне проживало 187 человек (56 мужчин и 131 женщина).
Согласно Списку населенных мест Костромской губернии в 1907 году деревня относилась к Глушковской волости Ветлужского уезда Костромской губернии. По сведениям волостного правления за 1907 год в ней числилось 44 крестьянских двора и 280 жителей. Основным занятием жителей деревни был лесной промысел.

## Население
| 2008 | 2010 | 2014 |
| ---- | ---- | ---- |
| 1    | ↘0   | →0   |